# Vickleby kyrka
Vickleby kyrka är en kyrkobyggnad i Vickleby, Vickleby socken och Resmo-Vickleby församling på Öland. Den ligger 12 km söder om Färjestaden och tillhör Växjö stift. 

## Kyrkobyggnad
Vickleby kyrka, på landborgens krön och väl synlig från alla håll, består av ett rektangulärt kyrkorum med ett rakslutetkor i öster, sakristia i norr, samt torn av samma bredd som långhuset i väster. Långhusets vitputsade murar genombryts av stora rundbågiga fönsteröppningar; portaler i väst och på sydfasaden leder in i det avlånga kyrkorummet, som täcks av en plan träpanel. Bakom läktaren bryter en stor rundbågig öppning igenom långhusets västvägg.
I tornet finns många murtrappor och rum, små celler samt en skyttevåning överst visar att det varit ett försvarstorn. Men här finns också plats för kyrkklockorna. Klockvåningen ligger under skyttevåningen.

## Historik

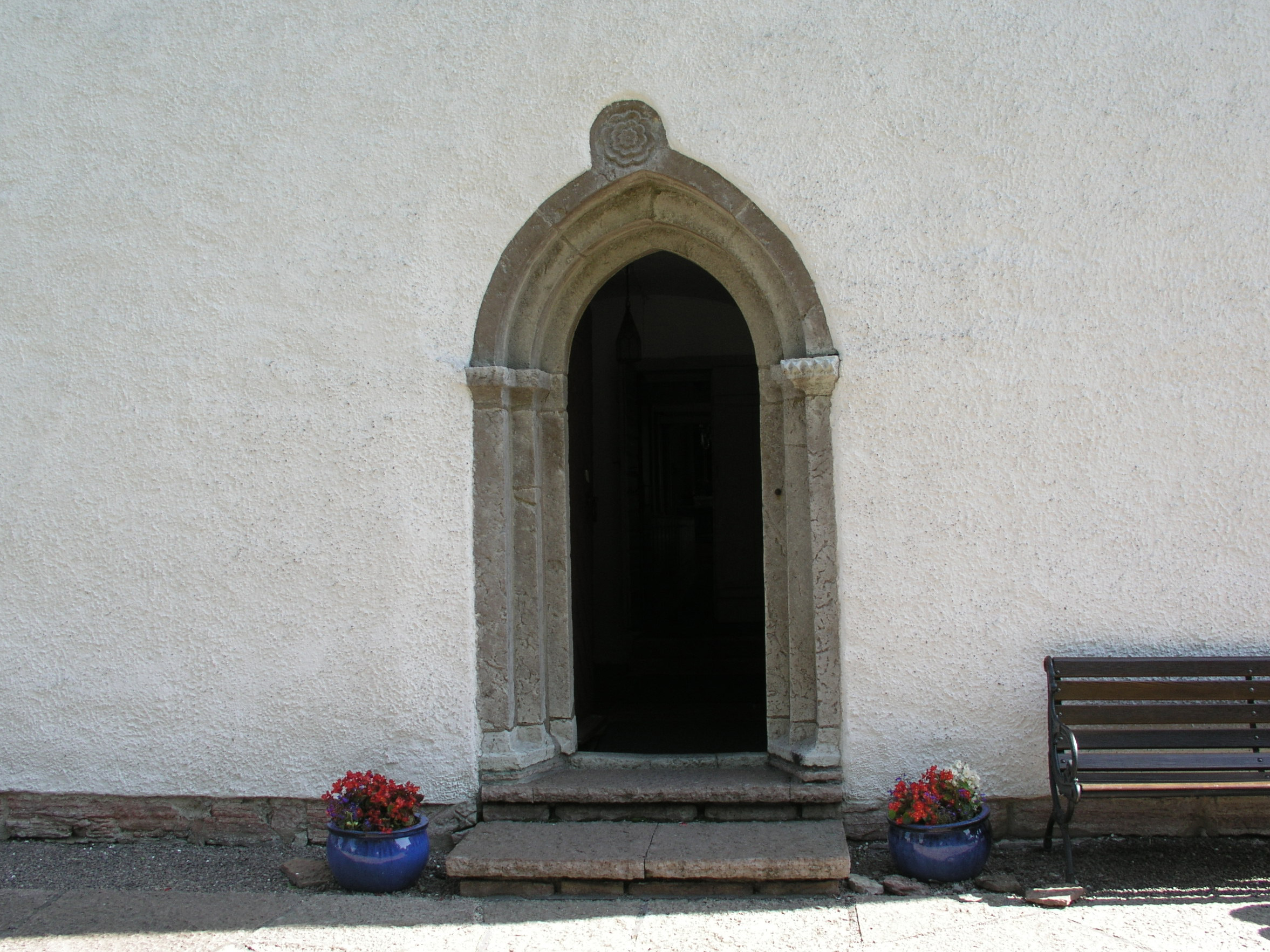
Vickleby kyrkas huvudportal

Långhusets äldsta delar är från 1100-talets mitt. Omkring 1200 tillkom västtornet, ett kraftigt, välbevarat fästningstorn med förvaringsbjälkar, celler, skattgömma. Överst inrättades en skyttevåning. Omkring 1300 försågs tornet med en spetsbågig portal, som kröntes av en mångbladig ros. Hur den medeltida kyrkan såg ut framgår av en teckning från 1634 av Johannes Haquini Rhezelius. (Se bild i extern länk!)
År 1677 drabbades Vickleby kyrka, såväl som Resmo och Mörbylånga kyrkor, av danskarnas härjningar. Kanske på grund härav finns inte några arkivalier bevarade, som kan berätta om tiden 1300-talet – 1500-talet. Det går därför inte att säga till exempel när långhusets valv revs och ersattes med träpanel.
År 1759 uppfördes en sakristia vid det gamla korets nordmur. Det ursprungliga absidkoret ersattes 1778 av ett större kor, och långhusmurarna förlängdes österut. Samma år ställdes den medeltida dopfunten upp på korets taknock. Det plana innertaket målades i början av 1780-talet av Johan Lundgren Olofsson. Altartavlan, som målats 1713 av Anders Björkman, förstorades 1780 upp- och nedtill, för att passa in bättre i det nya, större koret. De nya delarna målades av Johan Lundgren. 
År 1763 skulpterade Jonas Berggren en predikstol. I reliefer visas Jesus i Getsemane och hans himmelsfärd. Den utvidgades 1778 av Clas Wahlberg och Johan Lundgren. År 1780 fick kyrkan som gåva ett timglas. 
År 1809 gjorde A Högström ett nytt ramverk till altartavlan. Hur det ursprungliga ramverket såg ut är okänt. Tornet fick 1818 en lanternin, ritad av C. F. Bohm. År 1832 tillkom nuvarande sydingång. En ny altartavla, målad av N. J. Jonsson 1856, sattes utanpå Anders Björkmans tavla. År 1876 skapades ett nytt orgelverk av orgelbyggare Carl August Johansson, Hovmantorp. Fasaden, som fortfarande finns kvar, är ritad av F. R. Ekberg. 
Den medeltida dopfunten togs 1932 eller 1938 (se källmaterialet) ned från korets taknock. Dess många reliefer hade då nästan utplånats av tidens tand.
År 1938 utfördes en restaurering, varvid kyrkan fick tillbaka 1700-talets blå färgnyanser; under 1800-talet hade kyrkan varit målad i pärlgrått, vitt och guld. Altartavla, altarring och predikstol återställdes, tillsammans med innertaket, i ursprungligt skick. År 1939 placerades N J Jonssons altarmålning på södra korsväggen(?).
Vickleby kyrka består av långhus från 1100- talet med ursprungliga portaler ( den södra skadad) och ett något yngre västtorn, vars portal tillkom under 1300-talet.
Tornets många murtrappor och rum, bl.a. en skattgömma, små celler samt skyttevåningen överst visar, att det varit ett försvarstorn.
Den nuvarande sydingången kom till 1832. 
Det plana innertaket målades i början av 1780-talet av Johan Lundgren Olofsson. Altartavlan målades 1713 av Anders Björkman. Hur det ursprungliga ramverket såg ut vet ingen idag. 1780 förstorades tavlan upptill och nedtill, för att passa bättre i det nya, stora koret.

## Inredning och inventarier
- Dopfunt av sandsten från slutet av 1100-talet.
- Altare av mäster Aspelund 1778.
- Altartavla med golgatascen av Anders Björkman 1713 - 1714.
- Altaruppsats av A. Högström 1809.
- Predikstol skulpterad 1763 av Jonas Berggren, och utvidgad 1778 av Clas Wahlberg och Johan Lundgren.
- Läktarens målningar av Anders Georg Wadsten 1768.
- Målning av N. J. Jonsson 1856.
- Hattpinnar, under läktarens södra del, för männens hattar (finns även i Leksands kyrka)
- Mässhake med alvarets blommor, skapad av Arthur Percy och Sofia Widén 1944.
- Storklockan gjuten av Fahlsten 1744.
- Lillklockan, medeltida.
- Votivskepp.

## Galleri

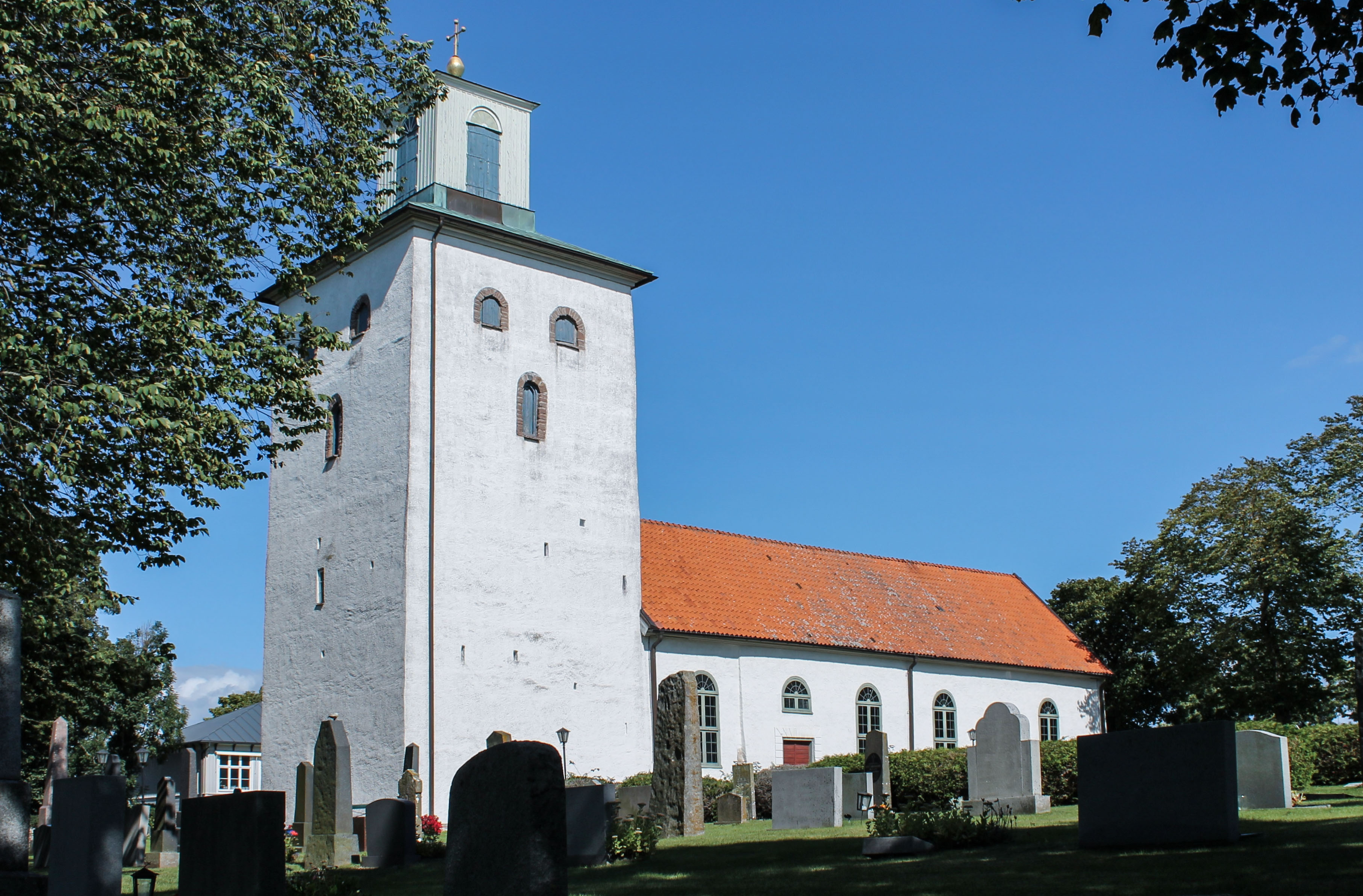
Exteriör från sydväst
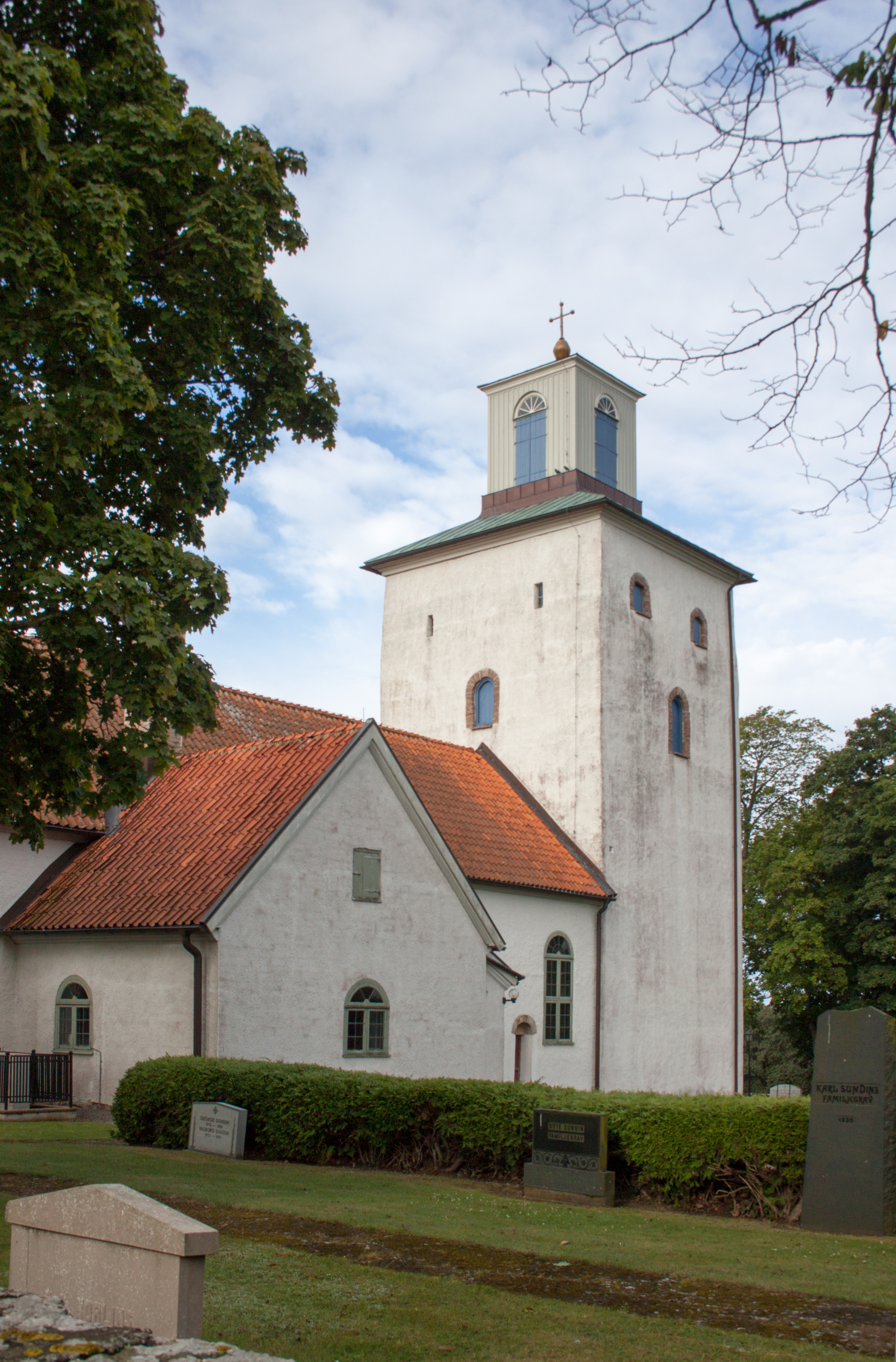
Kyrkan med sakristian från nordöst.
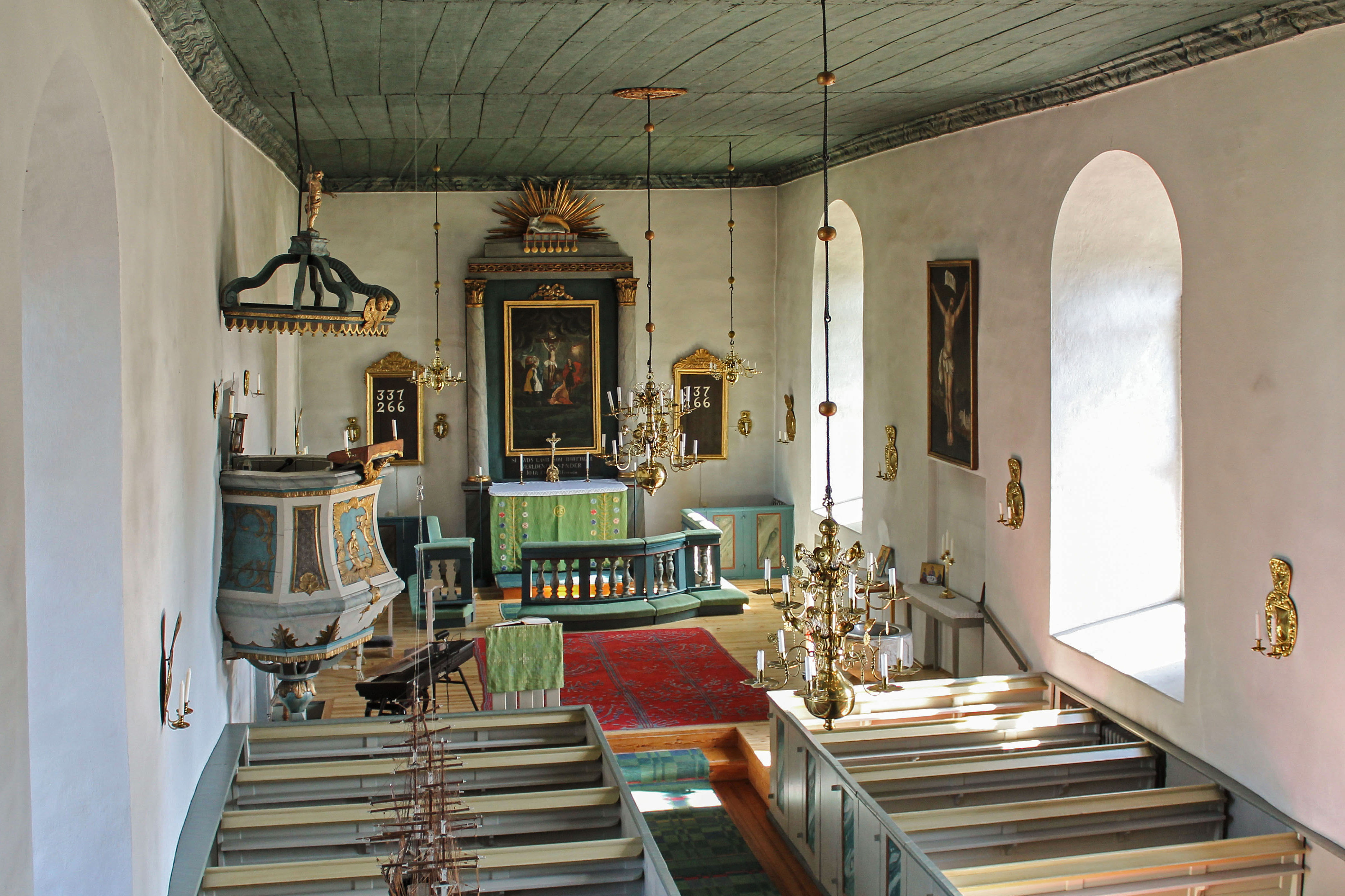
Interiör mot öster.
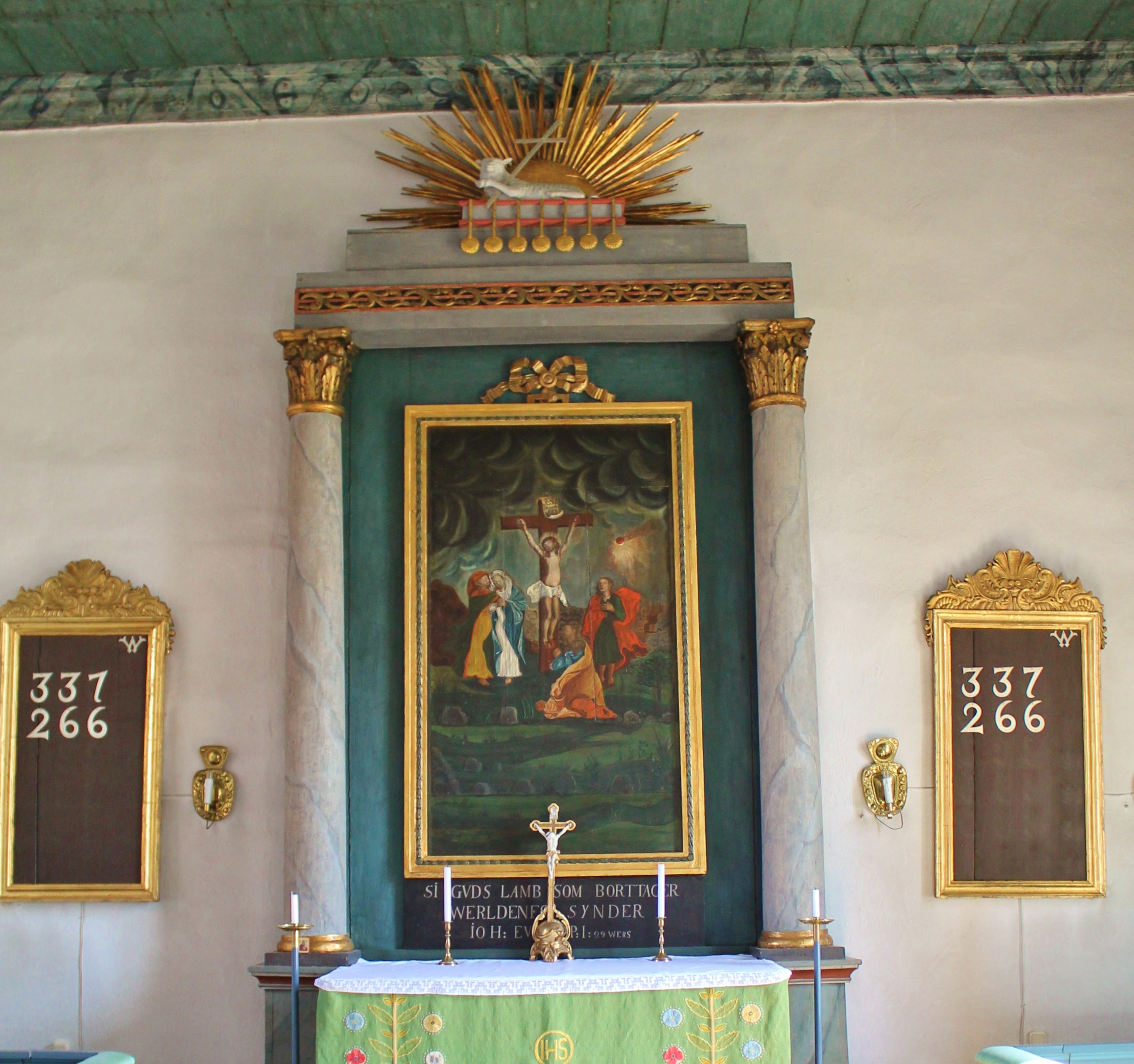
Altaruppsats
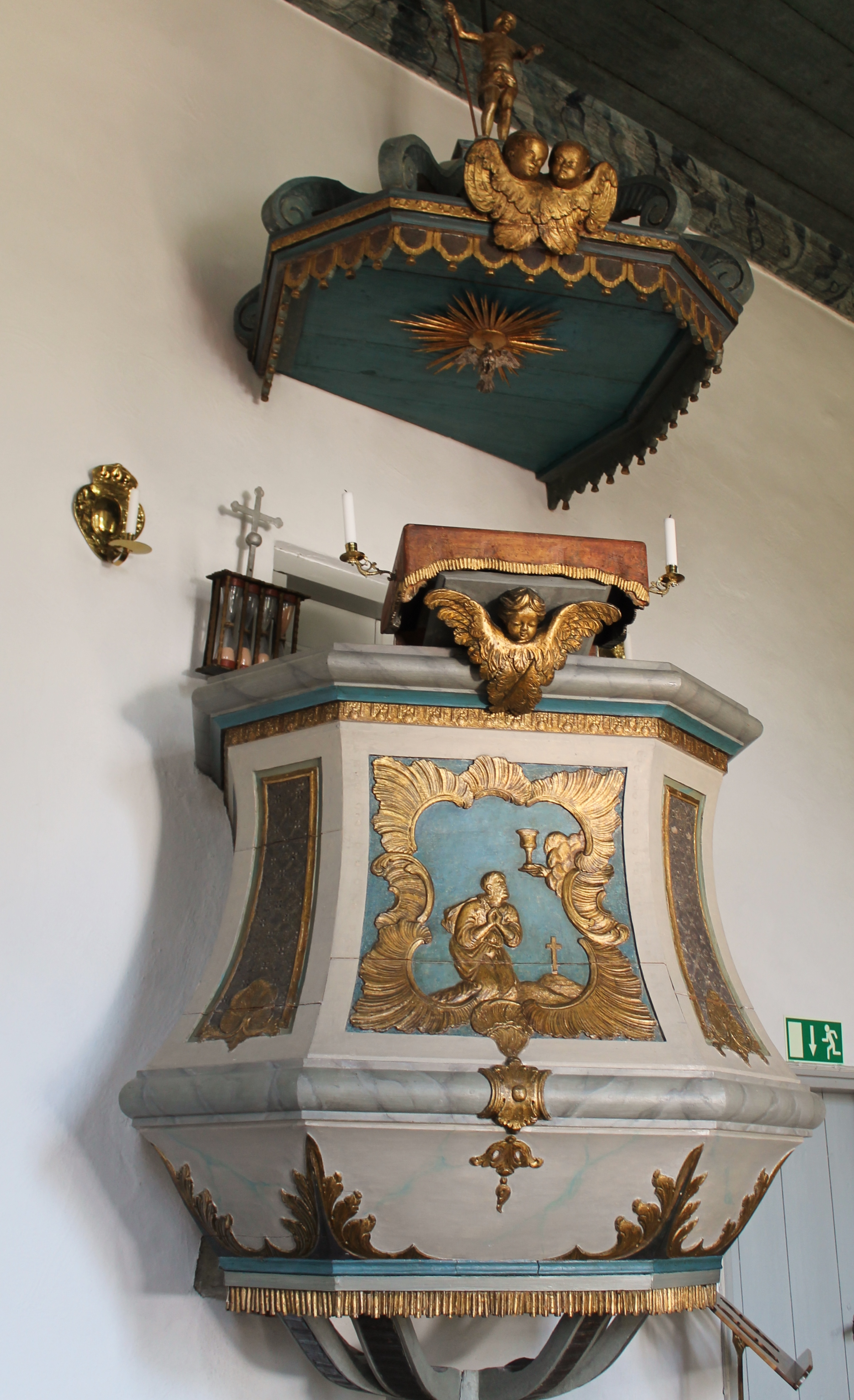
Predikstol
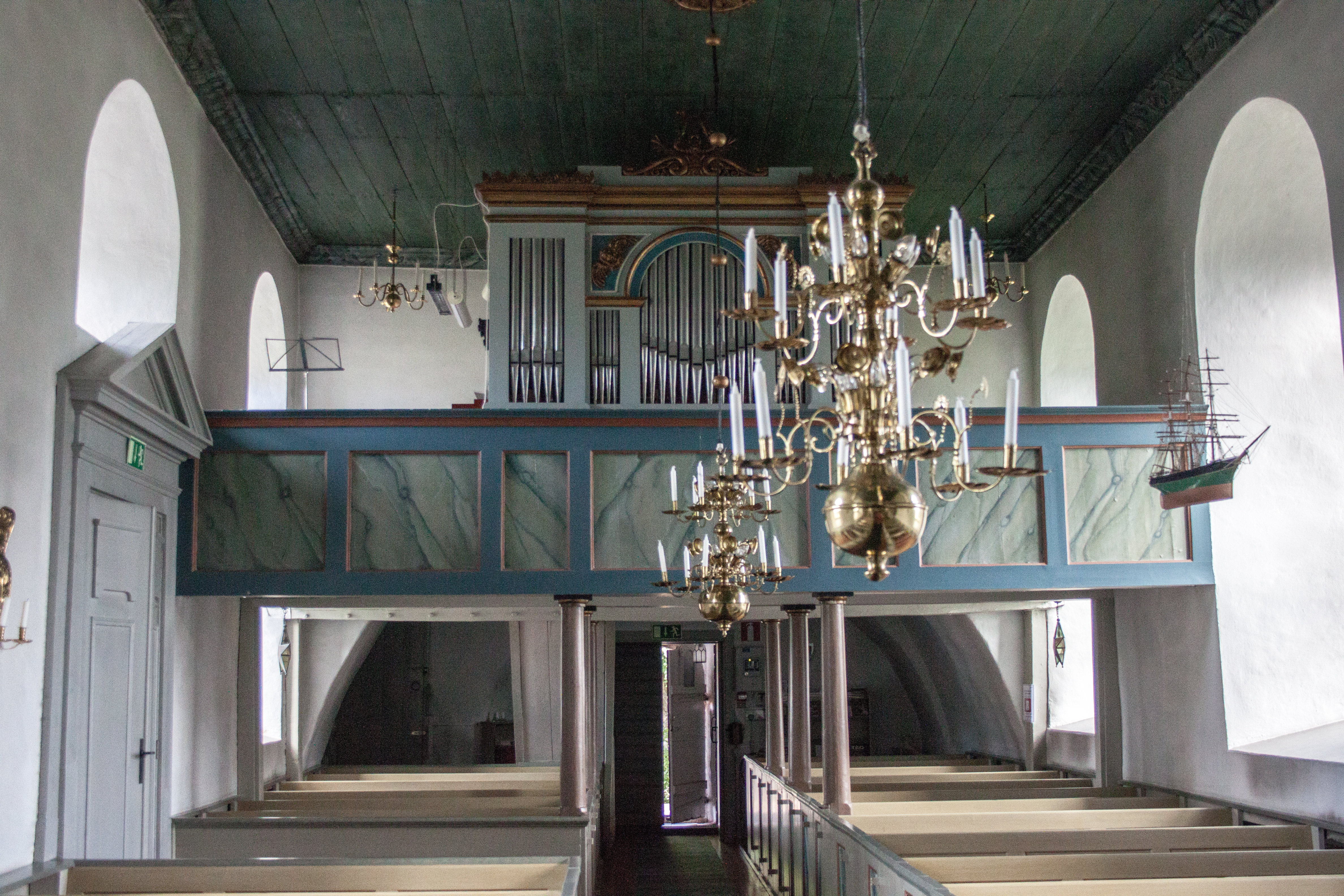
Interiör mot väster.
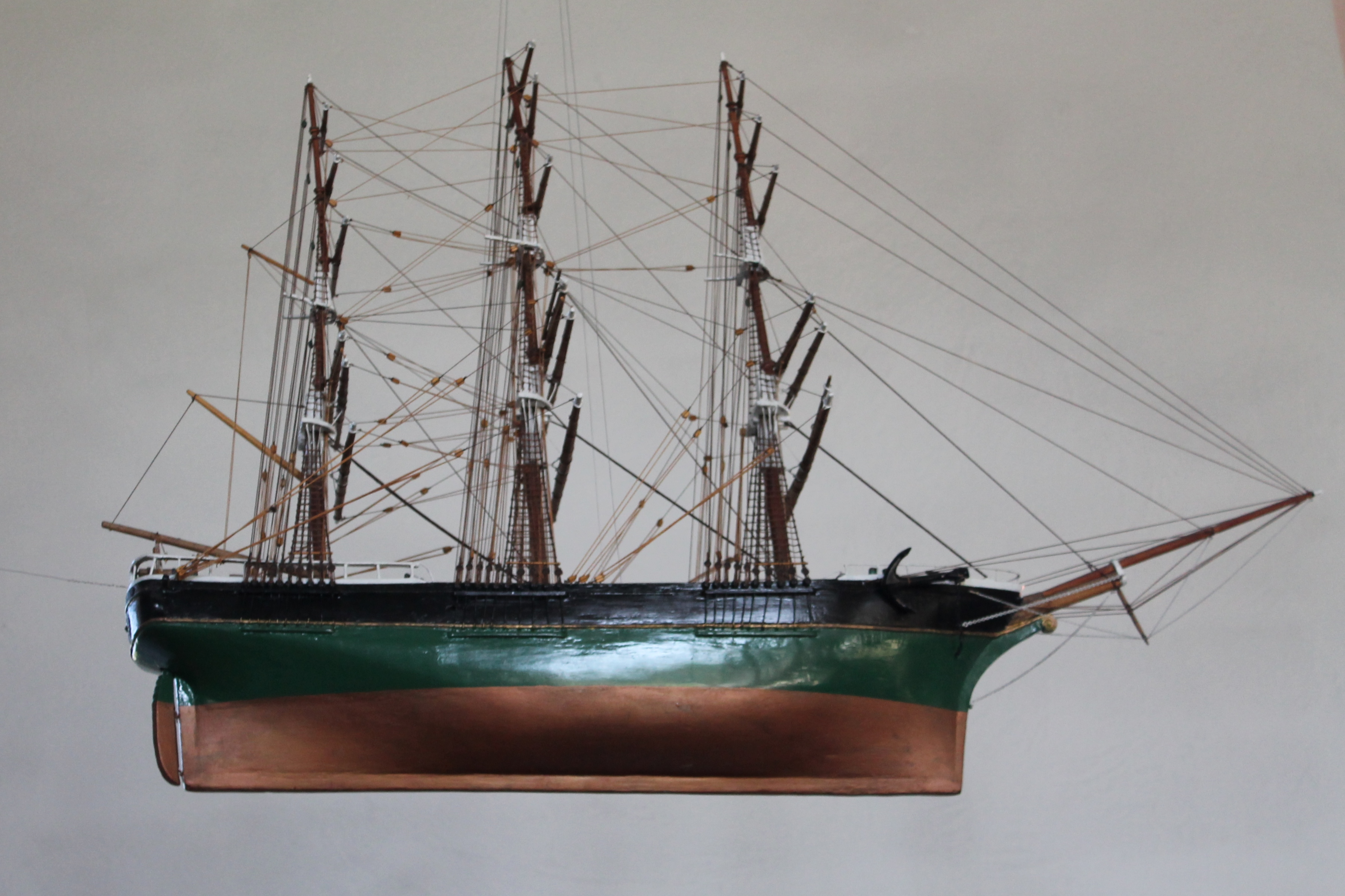
Votivskepp
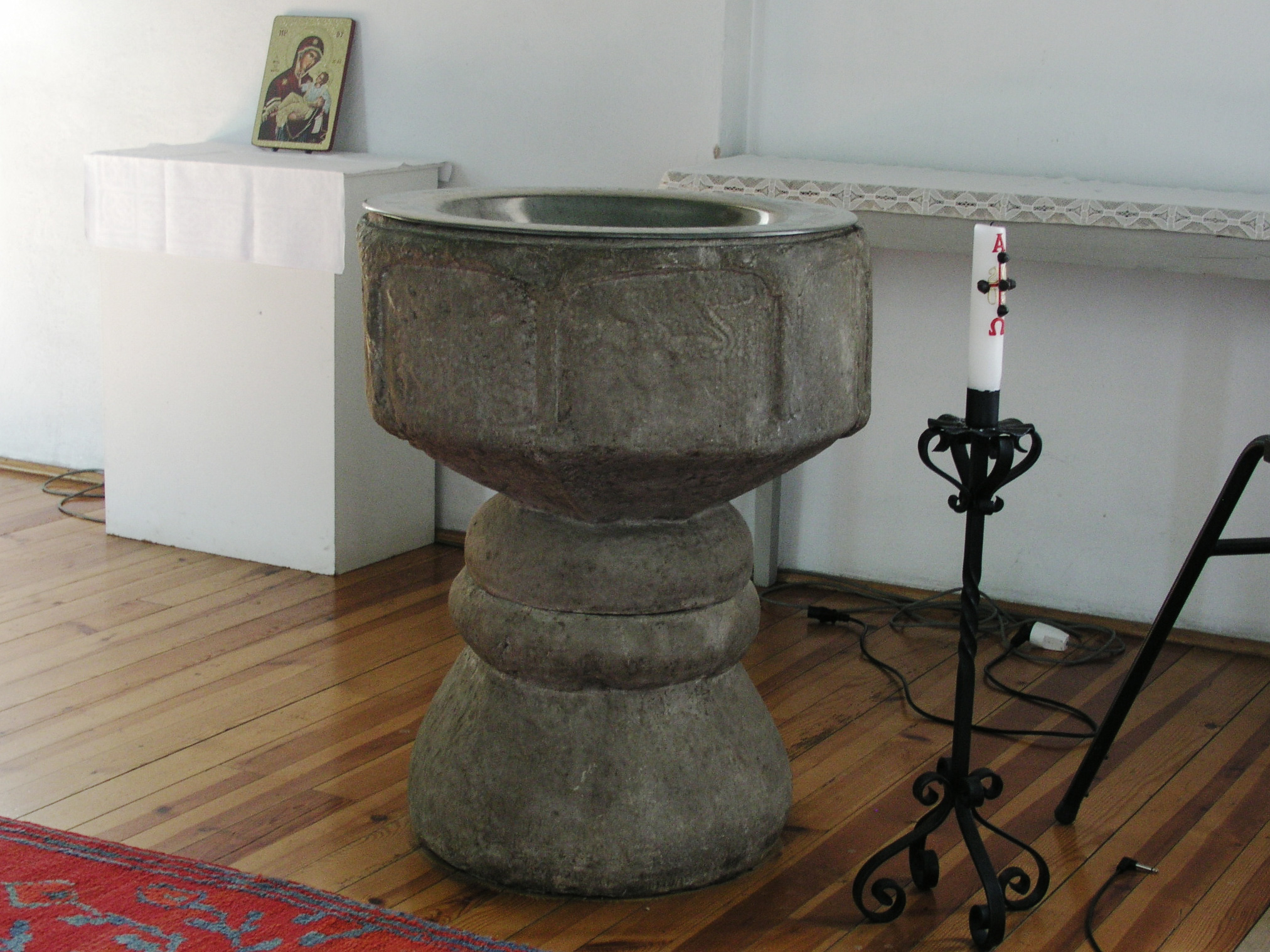
Dopfunt

## Orgel

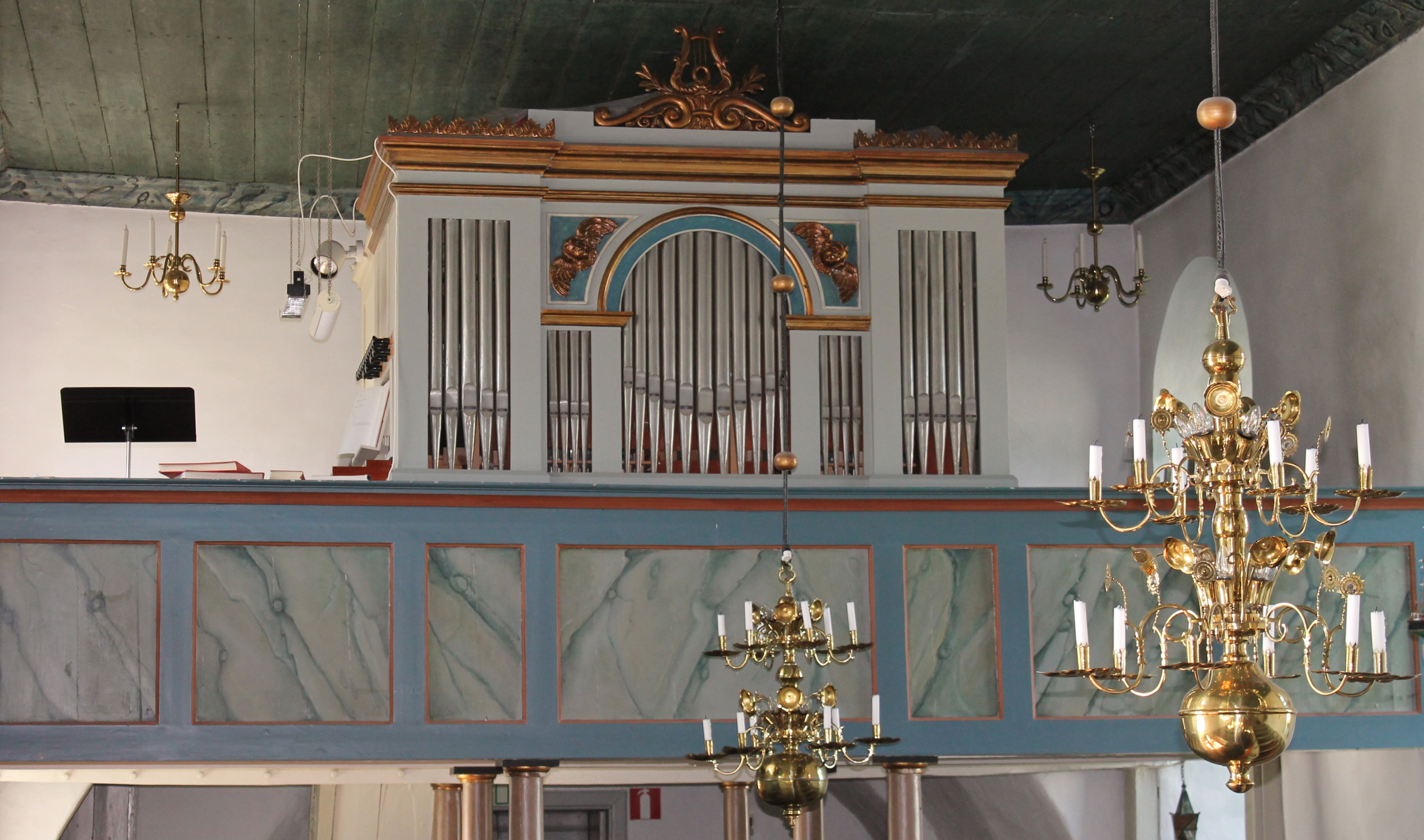
Läktarorgeln.

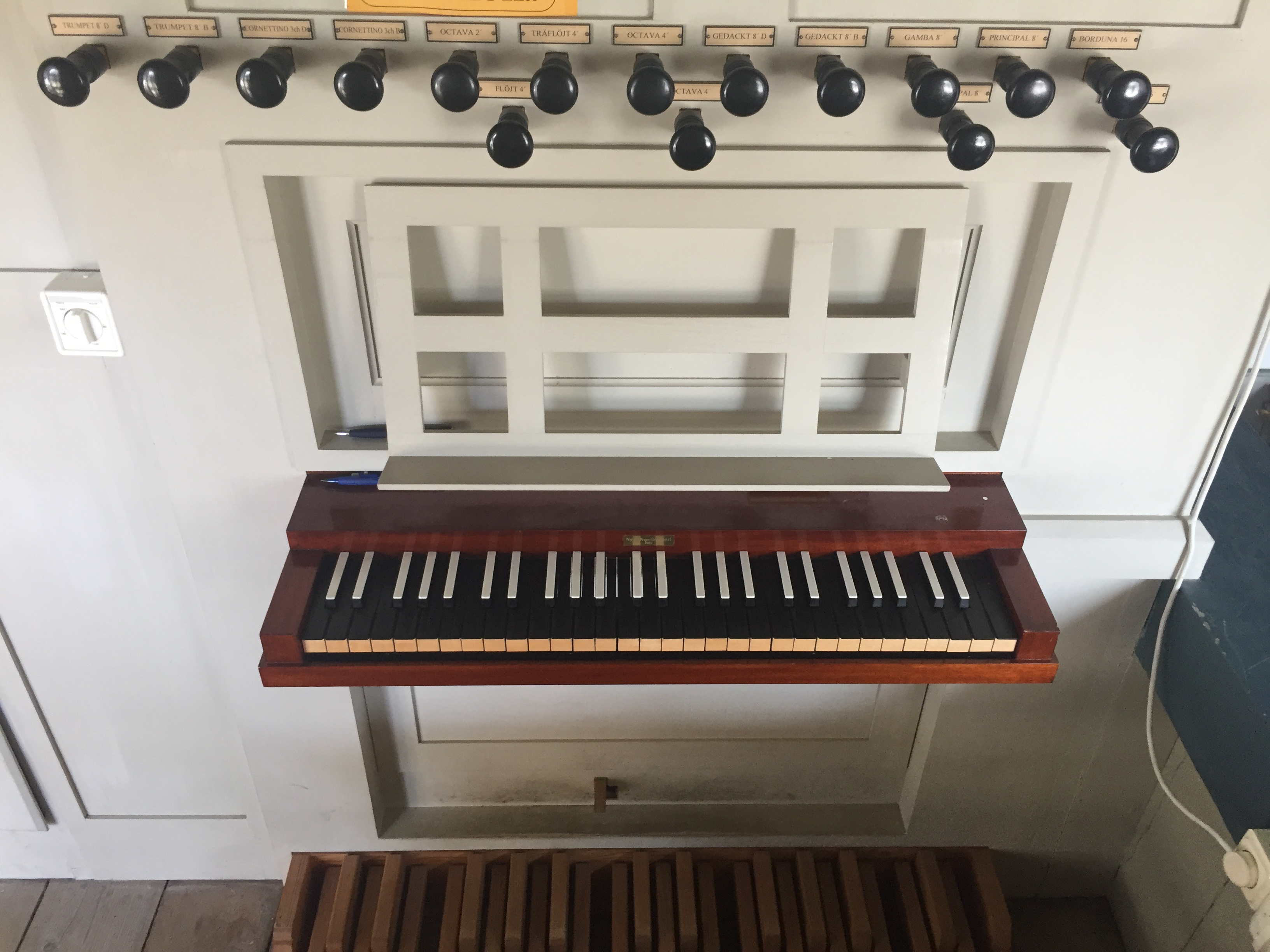
Nuvarande orgels spelbord.

- 1875-1876 uppförde orgelbyggare C. A. Johansson, Hovmantorp, ett 7-stämmigt mekaniskt orgelverk. Tillhörande fasad ritades av Fredrik Ekberg 1875.[1]

- 1948 byggde Hammarbergs Orgelbyggeri, Göteborg, en ny pneumatisk orgel med tolv stämmor fördelade på två manualer och pedal.[1]

Disposition:
| Huvudverk (I) | Svällverk (II) | Pedal      | Koppel |
| Principal 8’  | Rörflöjt 8’    | Subbas 16’ | II/I   |
| Gedackt 8′    | Gemshorn 4’    | Borduna 8’ | I 4’   |
| Oktava 4’     | Nasard 2 ⅔’    |            | I/P    |
| Oktava 2’     | Svegel 2’      |            | II/P   |
| Mixtur 3 chor | Oktava 1’      |            |        |

- Nuvarande orgel är byggd av Nye Orgelbyggeri bakom Fredrik Ekbergs fasad. Den är helmekanisk med nio stämmor och fyra växelregister fördelade på en manual och pedal.

Nuvarande disposition:
| Manual C-f3                   | Pedal C-g1        | Koppel |
| * Borduna 16′                 | * Subbas 16′      | Man/P  |
| * Principal 8′                | * Principal 8′    |        |
| Gamba 8′                      | * Octava 4′       |        |
| Gedackt 8′ Bas/Diskant        | * Flöjt 4′        |        |
| * Octava 4′                   |                   |        |
| * Träflöjt 4′                 | * = Växelregister |        |
| Octava 2′                     |                   |        |
| Cornettino 3 chor Bas/Diskant |                   |        |
| Trumpet 8′ Bas/Diskant        |                   |        |

## Kyrkogården
På kyrkogården ligger bl.a. grundaren av Capellagården, Carl Malmsten  textilkonstnären Ulla Schumacher-Percy och konstnären Arthur Percy begravda